# Andreas Holschuh
Andreas Holschuh (* 27. Juli 1957 in Sinsheim; † 14. Juli 1996 ebenda) war ein deutscher Lyriker.

## Leben
Holschuh war ausgebildeter Krankenpfleger. Seine Gedichte wurden ab 1992 erstmals in der Heidelberger Literaturzeitschrift metamorphosen sowie in verschiedenen Lyrikanthologien veröffentlicht. Kurz nach Erscheinen seines Debüts Unterderhand im Elfenbein Verlag nahm er sich das Leben.
Holschuhs Lyrik, die besorgniserregende Erscheinungen und Ereignisse der frühen 1990er Jahre thematisiert (z. B. die AIDS-Epidemie, die wirtschaftlichen und sozialen Verwerfungen der deutschen Wiedervereinigung, die Jugoslawienkriege) ist von einem pessimistischen Grundton bestimmt. Christian Ruzicska bemerkt in Holschuhs „heute dringlicher denn je klingenden Versen“ eine „Strahlkraft“, „die selbst nach mehr als fünfundzwanzig Jahren bis in unsere Zeit hinein das ausleuchtet, wovor wir – ‚infantil‘ – unsere Augen nicht mehr verschließen dürfen“.

## Werke

### Buchausgaben
- Schraubstock. Gedichte. Mit einem Nachwort von Sven Limbeck, Elfenbein Verlag, Berlin 2021.
- Unterderhand. Gedichte. Mit einem Nachwort von Sven Limbeck, Elfenbein Verlag, Heidelberg 1996; Neuausgabe: Elfenbein Verlag, Berlin 2021.

### Veröffentlichungen in Sammlungen
- „irgend so was wie liebe“, in: Zehn. Neue Gedichte deutschsprachiger Autoren. Hrsg. v. Axel Kutsch. Bergheim: Autoreninitiative, 1993, S. 117.
- „travelin blues“, in: Zehn. Neue Gedichte deutschsprachiger Autoren. Hrsg. v. Axel Kutsch. Bergheim: Autoreninitiative, 1993, S. 116.
- „7.11.93“ [u. d. T. „wieder so ein tag“], in: Zacken im Gemüt. Deutschsprachige Lyrik der 90er Jahre. Hrsg. v. Axel Kutsch. Weilerswist: Landpresse, 1994, S. 93.
- „die droste an schücking“, in: Zacken im Gemüt. Deutschsprachige Lyrik der 90er Jahre. Hrsg. v. Axel Kutsch. Weilerswist: Landpresse, 1994, S. 92.
- „kinderbild II“, in: Der gelbe Akrobat. 100 deutsche Gedichte der Gegenwart, kommentiert. Hrsg. v. Michael Braun und Michael Buselmeier. Leipzig: Poetenladen, 2009, S. 180.

### Veröffentlichungen in der Zeitschriftmetamorphosen
- „abbitte“, in: metamorphosen, 4. Jg., Nr. 9, 13.10.1994, S. 29.
- „abgesang“, in: metamorphosen, 5. Jg., Nr. 10, 23.01.1995, S. 24–25.
- „curriculum vitae“, in: metamorphosen, 4. Jg., Nr. 8, 01.07.1994, S. 18.
- „die droste an schücking“, in: metamorphosen, 4. Jg., Nr. 7, 18.04.1994, S. 19.
- „ein blatt für ossip mandelstam“, in: metamorphosen, 2. Jg., Nr. 4, 08.05.1992, S. 26, erneut in: metamorphosen, 5. Jg., Nr. 11, 05.05.1995, S. 31.
- „gedenkminute für 93“, in: metamorphosen, 4. Jg., Nr. 9, 13.10.1994, S. 28.
- „grasellenbacher elegie“, in: metamorphosen, 4. Jg., Nr. 8, 01.07.1994, S. 16.
- „heidelberg“, in: metamorphosen, 4. Jg., Nr. 8, 01.07.1994, S. 17.
- „holzhacker sense“, in: metamorphosen, 2. Jg., Nr. 4, 08.05.1992, S. 26.
- „irgend so was wie liebe“, in: metamorphosen, 4. Jg., Nr. 7, 18.04.1994, S. 18.
- „kinderbild I“, in: metamorphosen, 5. Jg., Nr. 11, 05.05.1995, S. 31.
- „nimm sie fort“, in: metamorphosen, 5. Jg., Nr. 13, Oktober–Dezember 1995, S. 31.
- „skinhead weichgeklopft“, in: metamorphosen, 4. Jg., Nr. 9, 13.10.1994, S. 29.
- „sommerelegie“, in: metamorphosen, 5. Jg., Nr. 11, 05.05.1995, S. 30.
- „statement I“, in: metamorphosen, 4. Jg., Nr. 9, 13.10.1994, S. 28.
- „wen es trifft“, in: metamorphosen, 5. Jg., Nr. 12, Juli–September 1995, S. 38.